# Hibiscadelphus crucibracteatus
Hibiscadelphus crucibracteatus era uma espécie de angiospérmica da família das Malvaceae.
Apenas podia ser encontrada no seguinte país: Estados Unidos da América.